# 棘蛙螺
棘蛙螺（学名：Bufonaria perelegans）为蛙螺科赤蛙螺屬下的一个种。

## 分布范围
- 国内分布： 台湾，福建以南沿海。

- 国外分布： 日本南部，菲律宾，泰国，印度尼西亚，斐济群岛，新喀里多尼亚，印度洋的尼科巴群岛[1]。

## 生长环境
棘蛙螺多生活于潮下带及浅海沙或泥沙质海底。